# Târgușor (okręg Konstanca)
Târgușor – wieś w Rumunii, w okręgu Konstanca, w gminie Târgușor. W 2011 roku liczyła 1271 mieszkańców.